# 1872
| 1872                                          |
| --------------------------------------------- |
| Dødsfald - Fødsler                            |
| • Begivenheder • Litteratur • Politik • Sport |

| Gregoriansk kalender | 1872 MDCCCLXXII         |
| Ab urbe condita      | 2625                    |
| Armensk kalender     | 1321 ԹՎ ՌՅԻԱ            |
| Kinesiske kalender   | 4568 – 4569 辛未 – 壬申 |
| Etiopisk kalender    | 1864 – 1865             |
| Jødisk kalender      | 5632 – 5633             |
| Hindukalendere       |                         |
| - Vikram Samvat      | 1927 – 1928             |
| - Shaka Samvat       | 1794 – 1795             |
| - Kali Yuga          | 4973 – 4974             |
| Iransk kalender      | 1250 – 1251             |
| Islamisk kalender    | 1289 – 1290             |

Konge i Danmark: Christian 9. 1863-1906
Se også 1872 (tal)

## Begivenheder

### Januar
- 2. januar – Den 71-årige leder af Mormon-kirken i USA, Brigham Young, blev arresteret og sigtet for bigami. Han havde 25 koner

### Marts
- 1. marts – Yellowstone bliver verdens første nationalpark
- 8. marts - Danmarks første jernbanefærge, hjuldampfærgen H/F Lillebelt påbegynder fast sejlads over Lillebælt mellem Fredericia og Strib
- 16. marts - Finalen i den første fodboldturnering nogensinde spilles, da Wanderers F.C. slår Royal Engineers A.F.C. 1-0 i den den første FA Cup i England

### Maj
- 5. maj – Slaget på Fælleden
- 22. maj - i rekonstruktionstiden efter den amerikanske borgerkrig underskriver præsident Ulysses S. Grant en generel amnesti, så stort set alle fra Konføderationen igen får deres borgerrettigheder

### November
- 9. november - storbrand i Boston brænder størstedelen af byen ned
- 12. -14. november – Ved Stormfloden 1872 blev store dele af Lolland og Falster oversvømmet, 80 mennesker omkom og 50 skibe strandede på Sjællands østkyst. Også Jyllands østkyst og de jyske fjorde var hårdt ramt af oversvømmelsen.
- 30. november - den første internationale fodboldkamp finder sted i Glasgow mellem Skotland og England

### Udateret
- Der indføres jernbanefærger på Lillebælt
- Den franske maler Claude Monet maler et billede: Impression, soleil levant, der giver navn til en ny kunstretning: Impressionismen
- Den nordiske Industri- og Kunstudstilling i København
- Møbelfabrikanten Fritz Hansen A/S bliver grundlagt

## Født
- 6. januar – Aleksandr Skrjabin, russisk komponist (Poème de l'extase) og pianist (død 1915).
- 11. januar – Vilhelm Nygaard, dansk faglig leder (død 1936).
- 15. januar – Ludvig Mylius-Erichsen, dansk Grønlandsforsker, og den ossetiske forfatter Arsen Kotsojev (død 1907).
- 27. januar – Philip W. Sergent (en), britisk forfatter og skakspiller (død 1952).
- 17. marts – Hjalmar Madsen, dansk ingeniør og direktør (død 1936).[1]
- 17. marts - Angelo Massardo, italiensk ingeniør og advokat (død 1947).
- 20. marts – Karin Michaëlis, dansk forfatter (død 1950).
- 25. marts - Horatio Nelson Jackson (en), amerikansk racerkører og læge (død 1955).
- 18. maj - Bertrand Russell, britisk filosof, matematiker og modtager af Nobelprisen i litteratur (død 1970).
- 18. juni – Jonas Mackevičius, litauisk maler (død 1954).
- 20. juni – Bernhard Sekles, tysk komponist og musikpædagog (død 1934).
- 4. juli – Calvin Coolidge, amerikansk præsident (død 1933).
- 9. juli – Ejnar Nielsen, dansk maler (død 1956).
- 16. juli – Roald Amundsen norsk polarfarer (død 1928).
- 27. juli - Jens Olsen, dansk astromekaniker (død 1945)
- 3. september – Holger Reenberg, dansk skuespiller (død 1942).
- 9. september – Josef Stránský, tjekkisk dirigent, komponist og kunstsamler (død 1936).
- 23. september – Valdemar Rørdam, dansk digter (død 1946).
- 6. oktober - Hans Peter Hansen, dansk forsvars- og finansminister (død 1953).
- 12. oktober – Ralph Vaughan Williams, engelsk komponist (død 1958).

## Dødsfald
- 2. april – Samuel Morse, opfinderen af morsealfabetet (født 1791).
- 17. juni – Mathilde Fibiger, dansk forfatter (født 1830).
- 18. juli – Benito Juárez, mexicansk præsident (født 1806).
- 2. september – N.F.S. Grundtvig: Dansk forfatter, filosof, historiker, præst og politiker (født 1783).
- 18. september – Karl 15. af Sverige, Konge af Sverige og Norge 1859 til sin død (født 1826).
- 31. december – Aleksis Kivi, finsk forfatter (Syv brødre) (født 1834).